# Marketing B2B
Marketing B2B, marketing business to business, marketing industrial ou marketing empresarial é a prática de indivíduos ou organizações, incluindo empresas, governos e instituições, de promoverem os seus produtos ou serviços junto de outras organizações que, por sua vez, irão revendê-los, usá-los como componentes dos seus produtos e serviços, ou para apoiar as suas operações. 
Este nicho do marketing surgiu inicialmente ligado ao sector industrial, gerando a designação “marketing industrial”. Mas a partir da década de 1980 estendeu-se a todas as empresas que fazem negócios com outras empresas, seja esta ou não a sua vocação principal, abrangendo mercados como o da distribuição e dos serviços a empresas. 
A forma abreviada “B2B” ou “B-to-B”, acrónimo do termo inglês business-to-business (de "negócio para negócio"), passou a ser usada para facilitar, tal como os termos "B2C" (business-to-consumer) e, mais recentemente, "B2E" (business-to-employee). Por causa da sua origem nos ambiente ligados à Internet, associado aos primeiros mercados electrónicos, o termo B2B mantém este outro significado mais restrito, associado exclusivamente às transações digitais entre empresas. Não é essa a acepção usada neste verbete.
O marketing industrial ou marketing B2B é geralmente desenvolvido por empresas – ou áreas de empresas – cujo principal mercado não são os consumidores finais mas outras empresas. 

## Origem e evolução
A prática de um produtor de bens comerciais com o outro é tão antiga quanto o próprio comércio. No entanto, a origem do marketing B2B é muito recente. O marketing industrial terá nascido em meados do século XIX, embora a maior parte da pesquisa nesta área tenha sido desenvolvida nos últimos 25 anos.
Durante anos, o marketing industrial foi relegado para segundo plano face ao marketing de consumo (B2C), privilegiando os fornecedores de bens ou serviços que vendiam diretamente às famílias através dos media e canais de retalho. Isso começou a mudar em meados dos anos 1970. Hoje, diversas publicações académicas publicam regularmente estudos sobre o assunto em língua Inglesa, como o Journal of Business-to-Business Marketing e o Journal of Business & Industrial Marketing. Contudo, somente no ano de 2019 é publicado o primeiro livro redigido em língua Portuguesa sobre o tema (vide Morgado, 2019). Adicionalmente, todos os anos se realizam conferências de marketing empresarial e são hoje comuns cursos universitários, chegando a ser formados mais estudantes nesta área do que no marketing ao consumidor
O reconhecimento das especificidades do marketing B2B tem-se traduzido no aparecimento de empresas especializadas nesta área. Algumas são incorporadas nos grandes grupos internacionais de comunicação, como a WPP, a Omnicom ou a Publicis que assim incluem o business-to-business ao seu leque de especialidades. Mercados maiores e mais desenvolvidos como o americano ou o inglês apresentam uma maior oferta de agências dedicadas ao B2B. Algumas das principais são as americanas Doremus, a Godfrey, TriComB2B, Emerging Marketing  e DeSantis Breindel, e a canadiana Mi6 Agency. Na Europa, destacam-se a Velocity Partners, a DGMarks, a IAS e a Earnest, no Reino Unido, a Zuk e a Wob, na Alemanha, e as internacionais Cantab e Slack and Company. Em Portugal a pioneira neste mercado foi a Hamlet. No Brasil, onde este é um segmento ainda pouco explorado, posicionam-se como especialistas na comunicação B2B a Bowe, NEXT Business Media, a Sarau e a Housepress.

## Aplicações do marketing B2B
De um modo geral, o marketing pode ser dividido em marketing ao consumidor (B2C "Business to Consumer") e marketing industrial (B2B "Business to Business"). A necessidade da comunicação B2B para as empresas que vendem produtos e serviços a outras empresas é óbvia, mas a necessidade de desenvolver comunicação B2B não é exclusiva destas. Também as empresas vocacionadas para o mercado B2C (business to consumer) precisam frequentemente comunicar com outras empresas para, por exemplo, promover os seus produtos, serviços e marcas junto de distribuidores, assim como influenciar a opinião de investidores ou analistas.

## Variáveis do marketing mix no B2B
Os princípios gerais e boas práticas do marketing aplicam-se de igual modo à comunicação B2C e B2B. Ambos devem alinhar os pontos fortes do produto ou serviço com as necessidades do mercado-alvo; posicionar produto e preço de acordo com o mercado, num equilíbrio delicado; comunicar e vender demonstrando o valor do produto ou serviço de forma eficaz ao mercado-alvo. Estes são os princípios fundamentais dos 4 Ps do marketing (marketing mix) documentados pela primeira vez por Jerome McCarthy, em 1960. Embora o marketing B2B apresente especificidades:
Preço
- Os clientes B2B estão melhor informados e têm maior percepção mais racional do preço
- Uma elasticidade de preço diferente do mercado B2C
- O poder de compra é mais forte do que no grande consumo, pelo que os preços são muito negociáveis

Distribuição
- A venda directa é a mais frequente
- Os produtos estão menos dependentes de alguns grandes distribuidores
- Importância de força de vendas

Comunicação
- Os objectivos são: Informar, criar imagem favorável, obter contacto personalizado e fidelizar
- Comunicação personalizada
- Publicidade em suportes especiais e imprensa profissional especializada
- Força de vendas, marketing relacional e relações publicas são os instrumentos mais apropriados

## Marketing B2Bversusmarketing B2C (ao consumidor)
Os princípios gerais e boas práticas do marketing aplicam-se de igual modo à comunicação B2C e B2B. Mas a comunicação de marketing business-to-business tem características próprias relacionadas com as especificidades dos destes mercados. Face à comunicação dirigida ao consumidor final estas diferenças são, entre outras: 
- Maior dimensão dos mercados e das transações: os valores por transação e o lifetime value do cliente são muito mais altos. O volume das transações no mercado de marketing industrial ou B2B é significativamente maior do que no mercado de consumo, podendo um único cliente representar uma facturação de muitos milhões de euros e de um decisor mais sofisticado, que exige um maior volume de informação.[7]

- Públicos-alvo constituídos por grupos socioprofissionais e comunidades de interesses pequenos e homogéneos comparativamente aos targets habituais da comunicação B2C – o que permite o uso de ferramentas de comunicação mais dirigidas e uma segmentação mais cirúrgica.

- Decisões de compra normalmente sujeitas a complexas cadeias de influência, com muitas etapas – em que se podem alternar a comunicação à distância e a comunicação presencial – e vários intervenientes, cada um com distintos papéis no processo de acordo com a sua posição hierárquica, competência específica, função na empresa e envolvimento com o processo.[7]

- Envolve produtos e serviços mais complexos e diferenciáveis. As influências externas – económicas, política, regulatórias – com consequências para as estratégias e ferramentas de comunicação.

Principais características do processo de venda B2B
- Marketing é de natureza one-to-one. A identificação dos clientes é relativamente mais fácil para o vendedor (gerente de contas), criando um relacionamento de parceria ou de fornecedores preferenciais.
- Profissionais altamente capacitados e treinados estão envolvidos no processo de compra. Em muitos casos, dois ou três fornecedores são consultados na compra de produtos industriais.
- O valor da compra é relativamente alto.
- Decisão de compra é normalmente feita por um grupo de pessoas ("equipe de compras"), não uma pessoa.
- Muitas vezes o processo de compra / venda é complexo e inclui várias etapas (por exemplo, pedido de manifestação de interesse, pedido de concurso, processo de seleção, a adjudicação do concurso, as negociações de contrato, e assinatura do contrato definitivo).
- Vender envolve longos processos de prospecção, qualificação, cortejar, fazendo representações, elaboração das propostas, desenvolvimento de estratégias e negociações de contratos.

Principais características do processo de venda B2C
- Marketing é de natureza um-para-muitos. Não é prático para os vendedores para identificar individualmente os potenciais clientes nem conhecê-los individualmente.
- O valor da compra normalmente é menor.
- A tomada de decisão é muitas vezes por impulso.
- Maior confiança na distribuição (entrar em lojas de varejo).
- Mais esforço de colocar em marketing de massa (um para muitos).
- Mais confiança na marca.
- Maior utilização dos principais meios de comunicação (televisão, rádio comunicação, impressão) de publicidade para construir a marca e ser lembrada no momento da compra ou indicação.